# Côte d'Or FC
Câu lạc bộ bóng đá Côte d'Or, là một câu lạc bộ bóng đá có trụ sở tại Praslin, Seychelles. Đội hiện đang chơi ở Seychelles League. Vào năm 2013, câu lạc bộ đã giành được chức vô địch Seychelles League.

## Sân vận động
Hiện tại, đội chơi ở Stadeimaemitié sức chứa 2000 chỗ ngồi.

## Thành tựu
- Seychelles League: 4

2013, 2016, 2018, 2024-25

## Xuất hiện trong các cuộc thi CAF
- CAF Champions League: 2 lần

2014   - Vòng sơ loại
2017   - Vòng sơ loại
- Cúp Liên đoàn CAF: 1 lần xuất hiện

2015   - Vòng sơ loại